# Elateriformia
Elateriformia é uma infraordem de escaravelhos polífagos. As duas maiores famílias deste grupo são os buprestídeos, dos quais existem cerca de 15 000 espécies descritas e os elaterídeos (incluindo muitos pirilampos)]], dos quais existem cerca de 10 000 espécies descritas.
A infraordem consiste em cinco superfamílias:
- Buprestoidea — besouros de tegumento metálico perfuradores de madeira.
- Byrrhoidea — que inclui as famílias de escaravelhos aquáticos Dryopidae, Hydraenidae e Heteroceridae
- Dascilloidea
- Elateroidea — incluindo a família Elateridae e Cantharidae.
- Scirtoidea